# Earl of Lancaster
Earl of Lancaster war ein erblicher britischer Adelstitel in der Peerage of England.

## Geschichte des Titels
Den Titel verlieh  am 30. Juni 1267 König Heinrich III. seinem jüngeren Sohn Edmund Crouchback. Dessen ältester Sohn, der 2. Earl, wurde 1322 wegen Hochverrats hingerichtet,  der Titel fiel an dessen jüngeren Bruder als 3. Earl und nach diesem an dessen Sohn Henry als 4. Earl. Dieser wurde 1351 auch zum Duke of Lancaster erhoben. Bei seinem Tod 1361 erlosch das Dukedom, und das Earldom fiel an seinen Cousin zweiten Grades, John of Gaunt, der 1362 ebenfalls zum Duke of Lancaster erhoben wurde. Ihn beerbte 1399 dessen Sohn als 2. Duke und 6. Earl, der 1399 als Heinrich IV. zum König von England gekrönt. Alle seine Adelstitel sind dadurch mit der Krone verschmolzen und dadurch erloschen, die mit seinen Titeln verbundenen Ländereien fielen an die Krondomäne.

## Earls of Lancaster (1267)
- Edmund Crouchback, 1. Earl of Lancaster (1245–1296)
- Thomas of Lancaster, 2. Earl of Lancaster (1280–1322) (Titel 1322 verwirkt)
- Henry of Lancaster, 3. Earl of Lancaster (1281–1345)
- Henry of Grosmont, 1. Duke of Lancaster, 4. Earl of Lancaster (1300–1361)
- John of Gaunt, 1. Duke of Lancaster, 5. Earl of Lancaster (1340–1399)
- Henry Bolingbroke, 2. Duke of Lancaster, 6. Earl of Lancaster (1367–1413) (Titel 1399 mit Krone verschmolzen)

## Trivia
König Edward VII. (1841–1910) benutzte auf inkognito-Auslandsreisen diesen halbverhüllenden Höflichkeitstitel Earl of Lancaster als Pseudonym.